# Houmura Uta
Houmura Uta (葬ラ謳, Hōmura Uta) é o segundo álbum de estúdio da banda japonesa de rock e visual kei MUCC, lançado em 6 de setembro de 2002 pela gravadora da banda Shu, subsdiária da Danger Crue e esgotou-se em um mês. A primeira impressão contém dois discos, o segundo com duas faixas bônus e um documentário de 24 minutos sobre o álbum. Devido ao rápido esgotamento, foi relançado em 18 de outubro de 2002, com o videoclipe de Zetsubou (絶望). Foi relançado novamente em 17 de agosto de 2004, com uma faixa bônus, "Suisou".
As capas foram desenhadas pelo artista Junji Ito, exceto a de Sin Houmura Uta. A boneca de Sin Houmura Uta foi criada pela artista de bonecas Mari Shimizu.
Em 9 de agosto de 2017, a banda regravou o álbum e lançou com o nome de Sin Houmura Uta (新葬ラ謳).

## Recepção
Alcançou a 48ª posição nas paradas da Oricon Albums Chart e manteve-se por duas semanas. Sin Houmura Uta alcançou a 29ª posição e também permaneceu nas paradas por duas semanas.

## Faixas[9]
| N.º            | Título                                                                                               | Letras         | Música                      | Duração |  |
| 1.             | "Hōmura Uta" (ホムラウタ)                                                                            | (Instrumental) | Miya                        | 1:22    |  |
| 2.             | "Zetsubou" (絶望)                                                                                    | Miya           | Miya                        | 4:17    |  |
| 3.             | "Shiawase no Shūchaku" (幸せの終着)                                                                  | Miya           | Ishioka no Kin-san, Gin-san | 4:49    |  |
| 4.             | "Kimi ni Sachi Are" (君に幸あれ)                                                                     | Tatsurou       | Miya                        | 6:31    |  |
| 5.             | "Boku ga Hontō no Boku ni Taekirezu Tsukutta Hontō no Boku" (僕が本当の僕に耐え切れず造った本当の僕) | Miya           | Yukke                       | 5:15    |  |
| 6.             | "Mama" (ママ)                                                                                        | Tatsurou       | Tatsurou                    | 4:35    |  |
| 7.             | "Kurayami ni Saku Hana" (暗闇に咲く花)                                                               | Tatsurou       | 2126                        | 6:38    |  |
| 8.             | "Uso de Yugamu Shinzō" (嘘で歪む心臓)                                                                | Tatsurou       | Yukke                       | 5:27    |  |
| 9.             | "Oyoge! Taiyaki-kun" (およげ！たいやきくん, cover de Masato Shimon)                                  | Hiro Takada    | Juichi Sase                 | 4:50    |  |
| 10.            | "Mae e" (前へ)                                                                                       | Tatsurou       | Satochi                     | 4:49    |  |
| 11.            | "Kokuen" (黒煙)                                                                                      | Tatsurou       | Miya                        | 2:44    |  |
| 12.            | "Suimin" (スイミン)                                                                                  | Miya           | Miya                        | 5:50    |  |
| 13.            | "Kaeranu Hito" (帰らぬ人)                                                                            | Miya           | Miya                        | 4:03    |  |
| 14.            | "Zutazuta" (ズタズタ)                                                                                | Miya           | Miya                        | 6:55    |  |
| Duração total: | Duração total:                                                                                       | Duração total: | Duração total:              | 63:00   |  |

| Disco dois |                                                                   |         |  |
| N.º        | Título                                                            | Duração |  |
| 1.         | "Sekai no Owari" (世界の終わり)                                   | 2:03    |  |
| 2.         | "Yume no Machi" (夢の街)                                          | 3:10    |  |
| 3.         | "Seisaku Shūryō Comment (Ibaraki-ben)" (制作終了コメント(茨城弁)) | 24:41   |  |

| Faixas bônus da remasterização de 2004 |                |          |        |         |  |
| N.º                                    | Título         | Letras   | Música | Duração |  |
| 15.                                    | "Suisō" (水槽) | Tatsurou | Miya   | 7:13    |  |

## Ficha técnica
Mucc
- Tatsurō (逹瑯) - vocal
- Miya (ミヤ) - guitarra
- Yukke - baixo
- SATOchi (SATOち) - bateria

Produção
- Junji Ito - artes de capa
- Mari Shimizu - boneca da capa de Sin Houmura Uta